# Euselasia euryone
Euselasia euryone är en fjärilsart som beskrevs av William Chapman Hewitson 1856. Euselasia euryone ingår i släktet Euselasia och familjen Riodinidae. Inga underarter finns listade i Catalogue of Life.

## Bildgalleri

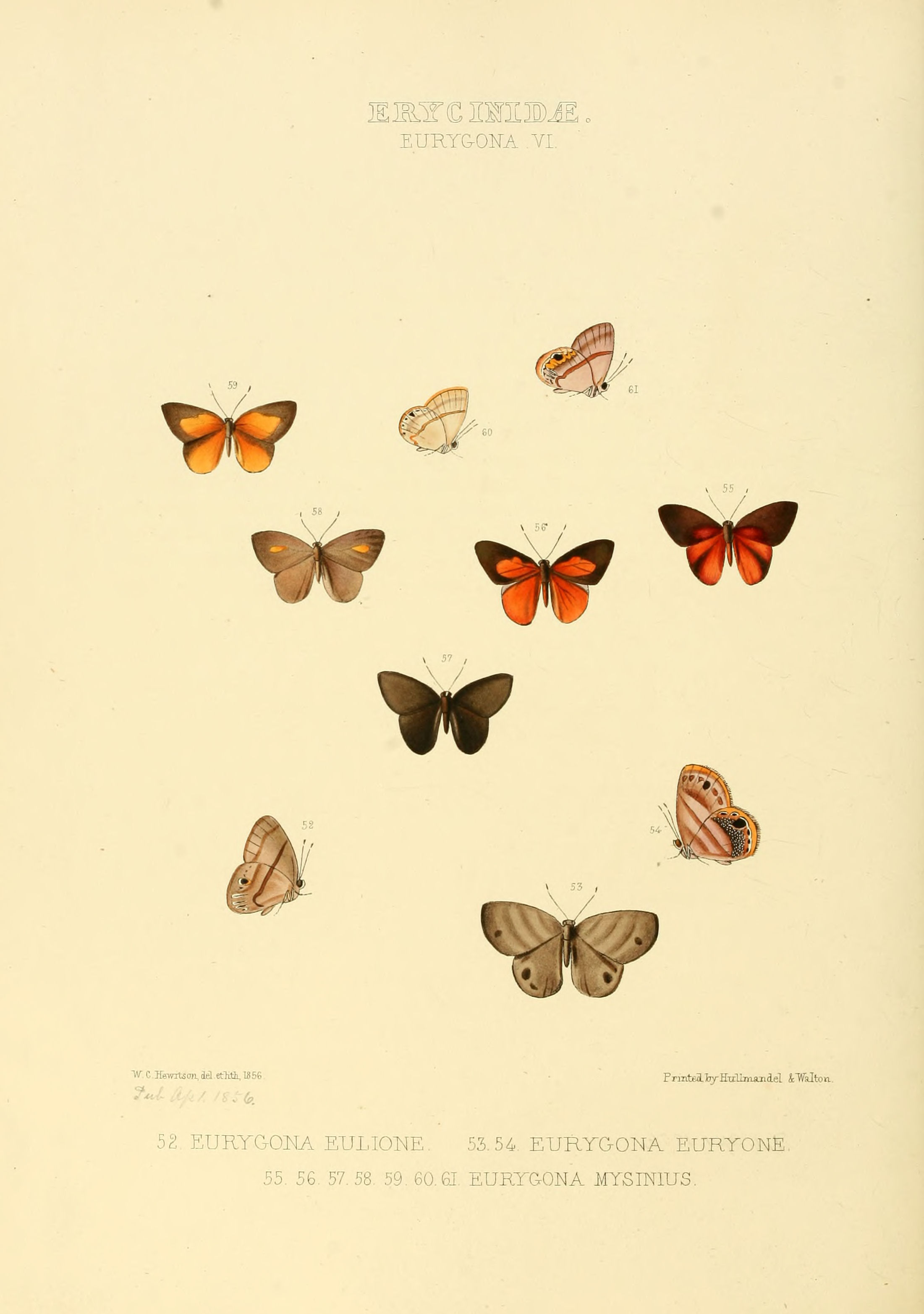